# لايتون ألين
لايتون ألين (بالإنجليزية: Leighton Allen)‏ هو لاعب كرة قدم بريطاني في مركز الهجوم، ولد في 22 يناير 1973 في برايتون في المملكة المتحدة. لعب مع كولتشستر يونايتد ونادي غيلينغهام ونادي كرولي تاون ونادي ليويس ونادي ويمبلدون.

## وصلات خارجية
- لايتون ألين على موقع Soccerbase.com (لاعب) (الإنجليزية)